# صفط الغربية
قرية صفط الغربية هي إحدى القرى التابعة لمركز الواسطى في محافظة بني سويف في جمهورية مصر العربية. حسب إحصاءات سنة 2006، بلغ إجمالي السكان في صفط الغربية 5628 نسمة، منهم 2896 رجل و2732 امرأة.